# Zygmunt Szatkowski

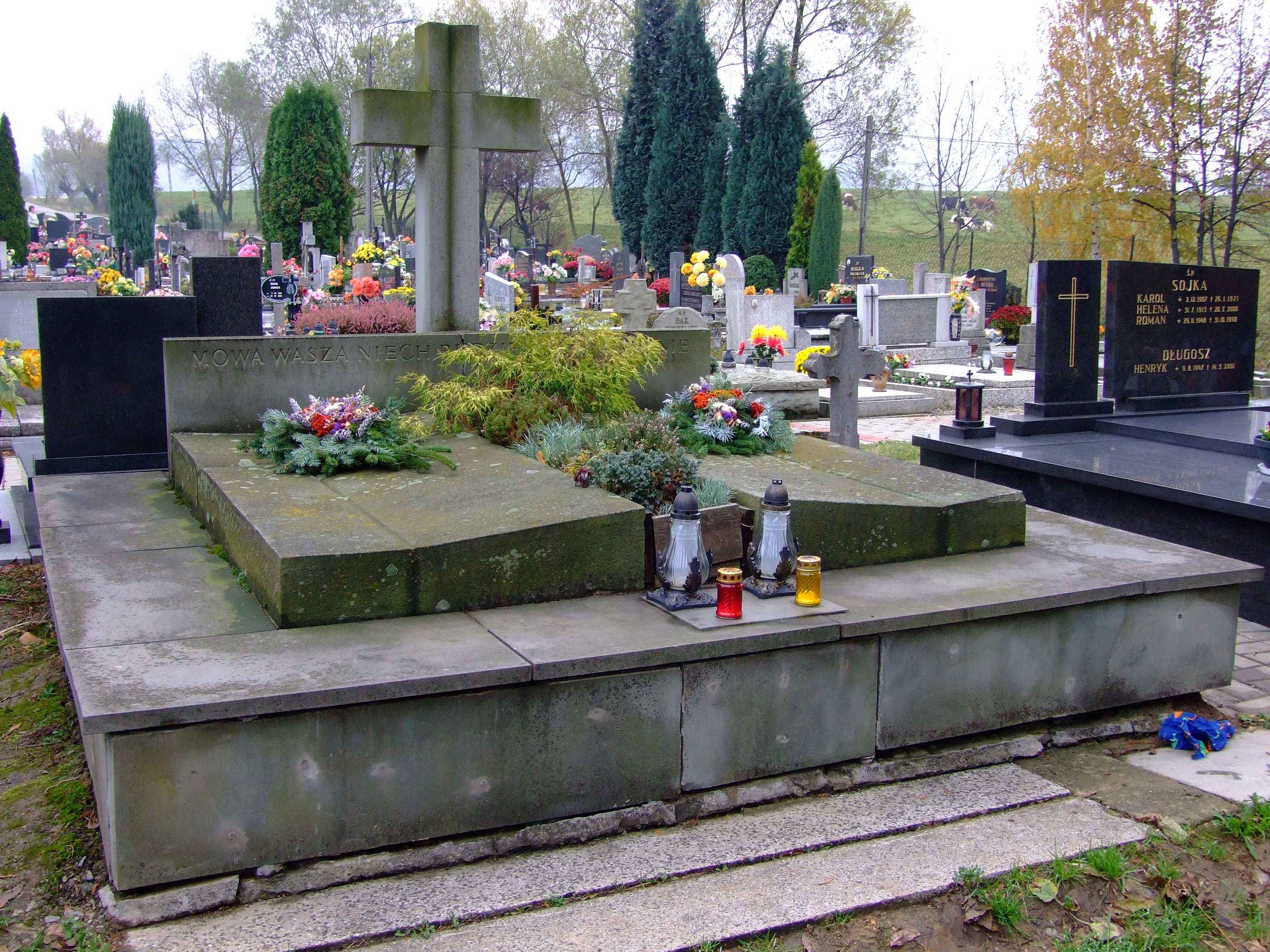
Grób Zofii Kossak i Zygmunta Szatkowskiego na cmentarzu w Górkach Wielkich

Zygmunt Szatkowski (ur. 31 lipca 1896 w Pabierowicach, zm. 4 listopada 1976 w Cieszynie) – major dyplomowany piechoty Wojska Polskiego, literat, drugi mąż Zofii Kossak.

## Życiorys
Zygmunt Szatkowski urodził się 31 lipca 1896 roku w Pabierowicach, w powiecie grójeckim ówczesnej guberni warszawskiej, w rodzinie Augusta i Berty z Szulców. Był absolwentem Gimnazjum im. Mikołaja Reja w Warszawie, gdzie w 1915 roku zdał maturę. Po wyjeździe na Wołyń został wcielony do armii carskiej, w której służył do grudnia 1916 roku. W latach 1917–1918 służył jako wolontariusz w Pułku Szwoleżerów Polskich pod dowództwem rotmistrza Feliksa Jaworskiego.
Po zakończeniu I wojny światowej został w 1918 roku przyjęty na Wydział Filozoficzny Uniwersytetu Warszawskiego. Nie podjął jednak studiów, lecz zdecydował się na karierę wojskową. Od 22 listopada 1918 roku do 14 czerwca 1919 roku był słuchaczem Klasy „H” (klasa 11.) Szkoły Podchorążych Piechoty w Warszawie pod dowództwem porucznika Jana Hyca. Po ukończeniu szkoły został skierowany do szkoły podoficerskiej w Dęblinie. Podczas wojny polsko-bolszewickiej prowadził szkolenie w Szkole Podoficerskiej przy Dowództwie Frontu Litewsko-Białoruskiego. Oddelegowany do Warszawy, pracował jako tłumacz i oficer łącznikowy Francuskiej Misji Wojskowej w Warszawie. W 1921 roku został przydzielony najpierw do 51 pułku piechoty Strzelców Kresowych, a następnie do szkoły podoficerów piechoty w Grudziądzu. W szkole służył w latach 1921–1923 w stopniu porucznika, pełniąc funkcję adiutanta szkoły.
W dniu 14 kwietnia 1925 zawarł związek małżeński z pisarką Zofią Kossak-Szczucką. W 1926 roku urodził się syn Witold (zm. 2005), a w 1928 roku – córka Anna po mężu Rosset-Bougnon (zm. 2015).
2 listopada 1926 roku został przydzielony do Wyższej Szkoły Wojennej w Warszawie, w charakterze słuchacza Kursu Normalnego 1926–1928. 31 października 1928 roku, po ukończeniu kursu i uzyskaniu dyplomu naukowego oficera Sztabu Generalnego, został przydzielony do dowództwa 21 Dywizji Piechoty Górskiej w Bielsku na stanowisko oficera sztabu. Z początkiem 1930 roku został awansowany na kapitana. Od kwietnia 1931 roku, wskutek złamania nogi, został przeniesiony w stan nieczynny.
W 1936 roku Zygmunt Szatkowski został awansowany na majora. Przywrócony do służby, został przydzielony do 23 Górnośląskiej Dywizja Piechoty, gdzie służył najpierw w 73 pułku piechoty, a następnie jako I oficer sztabu Dywizji. W 1938 roku został odznaczony Złotym Krzyżem Zasługi. Przed wybuchem II wojny światowej został przeniesiony do Warszawy, do pracy w Departamencie Dowodzenia Ogólnego Ministerstwa Spraw Wojskowych. W 1939 roku przebywał na misji wojskowej w Paryżu. Do Polski powrócił tuż przed wybuchem II wojny światowej.
Podczas kampanii wrześniowej brał udział w walkach, m.in. pod Chełmem pełniąc obowiązki kwatermistrza Armii „Lublin”. W dniu 20 września 1939 roku w lasach koło Katowic dostał się do niewoli niemieckiej. Większość wojny spędził jako więzień Oflagu VII A Murnau. Po oswobodzeniu z obozu w 1945 roku wstąpił do 2 Korpusu Polskiego. Jako żołnierz tej jednostki został zdemobilizowany w 1946 roku.
Po zakończeniu wojny wraz z żoną przebywał w latach 1946–1957 w Wielkiej Brytanii, gdzie pracował na farmie Troswell w Kornwalii. W 1957 roku oboje powrócili do Polski i zamieszkali w Górkach Wielkich. Zygmunt Szatkowski zajął się wówczas pracą literacką, pisząc przedmowy do utworów żony. Był również współautorem powieści Troja Północy oraz trzeciej części cyklu Dziedzictwo.
Po śmierci Zofii Kossak-Szatkowskiej w 1968 roku za namową Ludwika Brożka przystąpił do organizowania w domu, w którym zamieszkiwali w żoną, muzeum pamiątek związanych z jej osobą oraz twórczością. Pierwszych zwiedzających placówka przyjęła w 1970 roku, a w trzy lata później stała się ona częścią Muzeum Śląska Cieszyńskiego. Zygmunt Szatkowski został jego dożywotnim honorowym kustoszem.
Zmarł 4 listopada 1976 roku w Cieszynie. Po śmierci został pochowany obok żony, na cmentarzu parafialnym w Górkach Wielkich.

## Ordery i odznaczenia
- Złoty Krzyż Zasługi (10 listopada 1938)[3]
- Srebrny Krzyż Zasługi (10 listopada 1928)[4]